# Holger Bahra
Holger Bahra (* 20. März 1958 in Magdeburg) ist ein ehemaliger deutscher Fußballtorwart in der DDR-Oberliga, der höchsten Spielklasse im DDR-Fußballspielbetrieb. Dort spielte er für den 1. FC Magdeburg und Stahl Brandenburg. Nach Beendigung seiner aktiven Laufbahn wurde er Fußballtrainer. Von 2007 bis 2015 war er Torwarttrainer beim 1. FC Union Berlin.

## Karriere
Bahras Vater, der aktiver Handballspieler gewesen war, schickte seinen Sohn Holger bereits mit sechs Jahren zum Fußball. Mit zwölf Jahren kam er zum 1. FC Magdeburg, wo er als Torwart alle Nachwuchsmannschaften durchlief. Nachdem er bereits 1975/76 viermal in der DDR-Liga-Mannschaft FCM II das Tor gehütet hatte und im September 1975 ein Länderspiel mit der DDR-Nachwuchs-Nationalmannschaft bestritten hatte, stand während der Saison 1976/77 im Aufgebot der Nachwuchs-Oberligamannschaft des FCM. Mit ihr bestritt er acht Punktspiele. Zur Saison 1979/80 wurde er schließlich in die erste Mannschaft als Reservetorhüter hinter Dirk Heyne aufgenommen. Noch in dieser Spielzeit bestritt Bahra sein Debüt in der DDR-Oberliga. Am 1. März 1980  stand er beim 1:0-Sieg gegen die BSG Chemie Leipzig anstelle von Heyne im Tor und wurde bis zum Saisonende noch in weiteren zehn Oberligaspielen eingesetzt.
In der Saison 1980/81 absolvierte Bahra acht Oberligaspiele und bekam bereits Konkurrenz durch den vom Armeedienst zurückgekommenen Bernd Dorendorf. Beide hatten allerdings in der Folgesaison gegen Heyne keine Chance, der alle Punktspiele bestritt. Trotzdem kam Bahra ein Mal in der 1. Mannschaft zum Einsatz, als er im UEFA-Pokal-Vorrundenspiel gegen Borussia Mönchengladbach am 30. September 1981 in der 70. Minute für den verletzten Heyne einsprang. Er musste aber in der 85. Minute den 2:0-Siegtreffer der Gladbacher durch Lothar Matthäus hinnehmen. In der folgenden Spielzeit kam Bahra noch zweimal in der Oberliga zum Einsatz, im Aufgebot für 1983/84 war er nur noch 3. Torwart hinter Heyne und dem vom 1. FC Union Berlin gekommenen Wolfgang Matthies. Dieser vertrat den verletzten Heyne in fünf Oberligaspielen, Bahra ging leer aus.
Nach Beendigung der Hinserie der Saison 1983/1984 wechselte Bahra zur zweitklassigen BSG Stahl Brandenburg. Dort erkämpfte er sich mit 10 von 15 Punktspielen den Stammplatz im Tor und stieg am Ende der Saison mit seiner neuen Mannschaft in die Oberliga auf. Hier wurde er vom 2. Spieltag an regelmäßig eingesetzt und war mit 18 Punktspieleinsätzen auch in der Oberliga die Nummer eins im Tor der Brandenburger. In den letzten Spielen der Saison zeigte sich jedoch, dass er mit dem neu hinzugekommenen oberligaerfahrenen Ex-Jenaer Detlef Zimmer Konkurrenz bekommen würde.
So verließ Bahra zum Ende der Spielzeit 1984/1985 Stahl Brandenburg und wechselte als Spielertrainer zum drittklassigen Bezirksligisten Chemie Premnitz. Seine weiteren Stationen waren Stahl Hennigsdorf und der Spandauer SV. In der Saison 2003/2004 absolvierte Bahra noch zwei Spiele für den Verbandsligisten SC Oberhavel Velten und 2004 46-jährig noch 13 Spiele für den Oranienburger FC Eintracht in der Landesliga. Zu Beginn des Jahres 2005 wurde er unter seinem ehemaligen Magdeburger Mannschaftskameraden Frank Lieberam Assistenztrainer beim 1. FC Union Berlin. Von 2007 bis 2015 war Bahra Torwarttrainer der Berliner.
Zur Saison 2017/18 verpflichtete ihn der Regionalliga-Aufsteiger VSG Altglienicke als Torwarttrainer.
| DDR-Oberliga-Einsätze | DDR-Oberliga-Einsätze | DDR-Oberliga-Einsätze |
| --------------------- | --------------------- | --------------------- |
| 1979/80               | 1. FC Magdeburg       | 11                    |
| 1980/81               | 1. FC Magdeburg       | 08                    |
| 1981/82               | 1. FC Magdeburg       | 0                     |
| 1982/83               | 1. FC Magdeburg       | 02                    |
| 1984/85               | Stahl Brandenburg     | 18                    |